# Intresseklubben antecknar
Intresseklubben antecknar eller intresseklubben noterar är ett idiomatiskt och sarkastiskt uttryck för att demonstrera ointresse för vad man uppfattar som onödigt vetande eller alltför detaljrik information. Den faktiska intresseklubben i sammanhanget existerar alltså inte. Uttrycket är vanligt inom den ironiska generationen. 
Det äldsta skriftliga belägg för uttrycket som återfinns i Kungliga bibliotekets samling av digitaliserade tidningar är en insändare till spalten Brev till B.O. i Expressen från den 3 juni 1984:
| ”                  | […] Åå brukar du förresten ha en vit bomullsjacka och ett par aprikosfärgade brallor på dig, åå … intresseklubben antecknar. Har du inte något mer att skryta om, men vem bryr sig?? […] | „ |
| – Smulan och Pyret | |   |

Uttrycket förekommer i barnboken Vingmuttern, min allra bästa vän av Viveca Lärn från 1986. Liksom i Dagens Nyheter den 11 juni 1985, i en artikel av Eva af Geijerstam: "Intresseklubben anmäler sig, om man säger så".